# Isla Shams Pir
Isla Shams Pir es una isla situada en el Puerto de pescadores de Karachi, cerca de la playa Sandspit y la de localidad de Mauripur (ری پور). Administrativamente depende de la provincia de Sind, al sur del país asiático de Pakistán.